# Erik Matzen
Erik Matzen ist ein ehemaliger dänischer Basketballspieler.

## Werdegang
Matzen war dänischer Nationalspieler (68 A-Länderspiele). Auf Vereinsebene trug er zu Beginn der 1970er Jahre zunächst die Farben des Efterslægtens Basketballklubs aus Gladsaxe. 1974 wechselte er zum Stevnsgade Basketball Klub, mit dem er 1975 dänischer Vizemeister wurde. 1979 und 1980 gewann Matzen mit Stevnsgade die dänische Meisterschaft. In den Spieljahren 1979/80 und 1980/81 nahm er am Europapokal der Landesmeister teil, dabei kam es zu Aufeinandertreffen mit Real Madrid und KK Bosna Sarajevo. Matzen und Stevnsgade verloren jeweils deutlich. Er spielte bis 1981 für Stevnsgade, seinen besten Saisonpunkteschnitt in der dänischen Liga erreichte Matzen 1975/76 mit 17,3 je Begegnung.